# Steve McMahon
Stephen Joseph "Steve" McMahon (Halewood, 1961. augusztus 20. –) angol válogatott labdarúgó, edző. A válogatott tagjaként részt vett az 1988-as Európa-bajnokságon, és az 1990-es világbajnokságon.

## Pályafutása

### Klubcsapatokban
Az angol bajnokságban 1980. augusztus 16-án mutatkozott be, ekkor az Everton színeiben győzte le a Sunderlandet. Az Evertonban kereken 100 bajnoki mérkőzésen lépett pályára. 1983 májusában 175.000 fontért cserébe az Aston Villához csatlakozott. 1985. szeptember 12-én, 350.000 fontért a Liverpool csapatába igazolt. Itt hat évig játszott, a klubbal háromszor megnyerte a bajnokságot, kétszer az FA-kupát, és négyszer a szuperkupát, majd 1991-ben a Manchester City-hez távozott. 1994-ben a Swindon Town játékos-edzője lett. 1998-ban visszavonult a labdarúgástól, és edzőként folytatta karrierjét.

### A válogatottban
Az angol válogatottban 1988. február 17-én debütált. A válogatott tagjaként pályára lépett az 1988-as Európa-bajnokságon, és az 1990-es világbajnokságon is. Összesen 17 alkalommal kapott lehetőséget a nemzeti csapatban.